# Cyclisme aux Jeux sud-américains de 2006
Navigation
Édition précédente 2010
Les compétitions de cyclisme des Jeux sud-américains de 2006 se sont déroulées du 10 au 18 novembre, dans la province de Buenos Aires, en Argentine.

## Podiums

### Cyclisme sur route
Les compétitions se sont déroulées à Miramar, dans la province de Buenos Aires, les 12 et 18 novembre.
| Épreuves                | Or                          | Argent                    | Bronze                  |
| ----------------------- | --------------------------- | ------------------------- | ----------------------- |
| Compétitions masculines |                             |                           |                         |
| Course en ligne         | Alejandro Borrajo Argentine | Francisco Cabrera Chili   | Artur García Venezuela  |
| Contre-la-montre        | Matías Médici Argentine     | Libardo Niño Colombie     | José Medina Chili       |
| Compétitions féminines  |                             |                           |                         |
| Course en ligne         | Karelia Machado Venezuela   | Janildes Fernandes Brésil | Laura Lozano Colombie   |
| Contre-la-montre        | María Luisa Calle Colombie  | Sandra Gómez Colombie     | Maria Briceño Venezuela |

### Cyclisme sur piste
Les compétitions se sont déroulées au Velódromo Julio Polet de Mar del Plata, du 13 au 16 novembre.
| Épreuves                | Or                                                                | Argent                                                                     | Bronze                                                                       |
| ----------------------- | ----------------------------------------------------------------- | -------------------------------------------------------------------------- | ---------------------------------------------------------------------------- |
| Compétitions masculines |                                                                   |                                                                            |                                                                              |
| Kilomètre               | Wilson Meneses Colombie                                           | Gregory Ferreira Colombie                                                  | Alexander Cornieles Venezuela                                                |
| Keirin                  | Wilson Meneses Colombie                                           | Jonathan Marín Colombie                                                    | Hersony Canelón Venezuela                                                    |
| Vitesse individuelle    | Rodrigo Barros Colombie                                           | Jonathan Marín Colombie                                                    | Hersony Canelón Venezuela                                                    |
| Vitesse par équipes     | Venezuela César Marcano Alexander Cornieles Hersony Canelón       | Colombie Jonathan Marín Rodrigo Barros Wilson Meneses                      | Argentine Leandro Bottasso Sergio Guatto Alejandro Rey                       |
| Poursuite individuelle  | Carlos Alzate Colombie                                            | Marco Arriagada Chili                                                      | Jairo Pérez Colombie                                                         |
| Poursuite par équipes   | Colombie Juan Pablo Forero Carlos Alzate Arles Castro Jairo Pérez | Chili Luis Fernando Sepúlveda Marco Arriagada Gonzalo Miranda Enzo Cesario | Argentine Guillermo Brunetta Edgardo Simón Fernando Antogna Sebastián Cancio |
| Américaine              | Argentine Walter Pérez Juan Curuchet                              | Brésil Hernandes Quadri Júnior Rodrigo Silva                               | Colombie Carlos Alzate Juan Pablo Forero                                     |
| Course aux points       | Marco Arriagada Chili                                             | Arles Castro Colombie                                                      | Edgardo Simón Argentine                                                      |
| Scratch                 | Walter Fernando Pérez Argentine José Aravena Chili                |                                                                            | Máximo Rojas Venezuela                                                       |
| Compétitions féminines  |                                                                   |                                                                            |                                                                              |
| 500 mètres              | Daniela Larreal Venezuela                                         | Diana García Colombie                                                      | Angie González Venezuela                                                     |
| Keirin                  | Daniela Larreal Venezuela                                         | Diana García Colombie                                                      | Sara Mejía Colombie                                                          |
| Vitesse individuelle    | Daniela Larreal Venezuela                                         | Diana García Colombie                                                      | Angie González Venezuela                                                     |
| Poursuite individuelle  | María Luisa Calle Colombie                                        | Danielys García Venezuela                                                  | Paulina Fuentealba Chili                                                     |
| Course aux points       | Karelia Machado Venezuela                                         | Paola Muñoz Chili                                                          | Danielys García Venezuela                                                    |
| Scratch                 | Karelia Machado Venezuela                                         | Paola Muñoz Chili                                                          | Laura Lozano Colombie                                                        |

### VTT
Les compétitions se sont déroulées à Miramar, dans la province de Buenos Aires, le 17 novembre.
| Épreuves              | Or                      | Argent                  | Bronze                  |
| --------------------- | ----------------------- | ----------------------- | ----------------------- |
| Compétition masculine |                         |                         |                         |
| Cross-country         | Leonardo Páez Colombie  | Edivando Cruz Brésil    | Ricardo Pscheidt Brésil |
| Compétition féminine  |                         |                         |                         |
| Cross-country         | Jimena Florit Argentine | Jaqueline Mourão Brésil | Daniela Bunzli Chili    |

### BMX
Les compétitions se sont déroulées à Mar del Plata, les 10 et 11 novembre.
| Épreuves                | Or                          | Argent                      | Bronze                     |
| ----------------------- | --------------------------- | --------------------------- | -------------------------- |
| Compétitions masculines |                             |                             |                            |
| 20 pouces               | Cristian Becerine Argentine | Augusto Castro Colombie     | Deivlim Balthazar Colombie |
| 24 pouces               | Andrés Jiménez Colombie     | Cristian Becerine Argentine | Jonathan Suárez Venezuela  |
| Compétitions féminines  |                             |                             |                            |
| 20 pouces               | Gabriela Díaz Argentine     | Belén Dutto Argentine       | Kimmy Diquez Venezuela     |
| 24 pouces               | Gabriela Díaz Argentine     | Belén Dutto Argentine       | Kimmy Diquez Venezuela     |

## Tableau des médailles
| Rang  | Nation    | Or | Argent | Bronze | Total |
| ----- | --------- | -- | ------ | ------ | ----- |
| 1     | Colombie  | 9  | 11     | 6      | 26    |
| 2     | Argentine | 8  | 3      | 3      | 14    |
| 3     | Venezuela | 7  | 1      | 12     | 20    |
| 4     | Chili     | 2  | 5      | 3      | 10    |
| 5     | Brésil    | 0  | 4      | 1      | 5     |
| Total | Total     | 26 | 24     | 25     | 75    |